# Gaaal VII - Ramix 32
O Gaaal VII - Ramix 32 é um clube de futebol da cidade de Melilha localizado na parte do Marrocos pertencente à Espanha. Jogou pela última vez na temporada 2013–2014, pela Preferente de Melilla (divisão regional - correspondente à quinta divisão espanhola), terminando em oitavo lugar.